# Такменёв, Вадим Анатольевич
Вади́м Анато́льевич Такменёв (14 ноября 1974, Анжеро-Судженск, Кемеровская область, РСФСР, СССР) — российский тележурналист, телеведущий, заместитель генерального продюсера АО «Телекомпания НТВ», главный редактор информационно-развлекательных программ НТВ. Принимал участие в телевизионных программах «Профессия — репортёр» (2004—2008), «Главный герой» (2007—2009) и «Центральное телевидение» (с 2010). Лауреат премии ТЭФИ в 2005, 2014 и 2016.

## Биография
Родился 14 ноября 1974 года в Анжеро-Судженске Кемеровской области. Учился в средней общеобразовательной школе № 3. В СМИ начал работу ещё будучи шестиклассником — в анжеро-судженской газете «Наш город».
В 1996 году окончил факультет журналистики Кемеровского государственного университета.

### Телевидение
С 1993 года во время учёбы в вузе работал ведущим программы «Пульс» на ГТРК «Кузбасс».
На НТВ начал работать в 1996 году — в Сибирском бюро телекомпании. С 1997 года Такменёв возглавлял Южно-Российское бюро телекомпании НТВ в Ростове-на-Дону. Затем, в августе 2000 года (одновременно с Ильёй Зиминым) был переведён на работу в Москву. Работал для телепрограмм «Сегодня» и «Итоги».
После покупки НТВ корпорацией «Газпром» 14 апреля 2001 года перешёл со многими другими коллегами на ТВ-6, позже — ТВС. С мая 2001 по июнь 2003 года — корреспондент в информационных программах ТВ-6 и ТВС «Сейчас», «Новости» и «Итоги». Освещал ход операции по подъёму АПЛ К-141 «Курск». С 2002 по 2003 год являлся собственным корреспондентом ТВС в Германии.
После закрытия ТВС в июне 2003 года Вадим Такменёв вернулся на НТВ по приглашению Леонида Парфёнова, где продолжил работу в качестве корреспондента в информационных программах. С 2003 по 2004 год работал корреспондентом в программе Леонида Парфёнова «Намедни», иногда — в программах «Сегодня» и «Страна и мир». Одновременно с работой в новостных программах был постоянным автором документального цикла «Новейшая история» (НТВ).

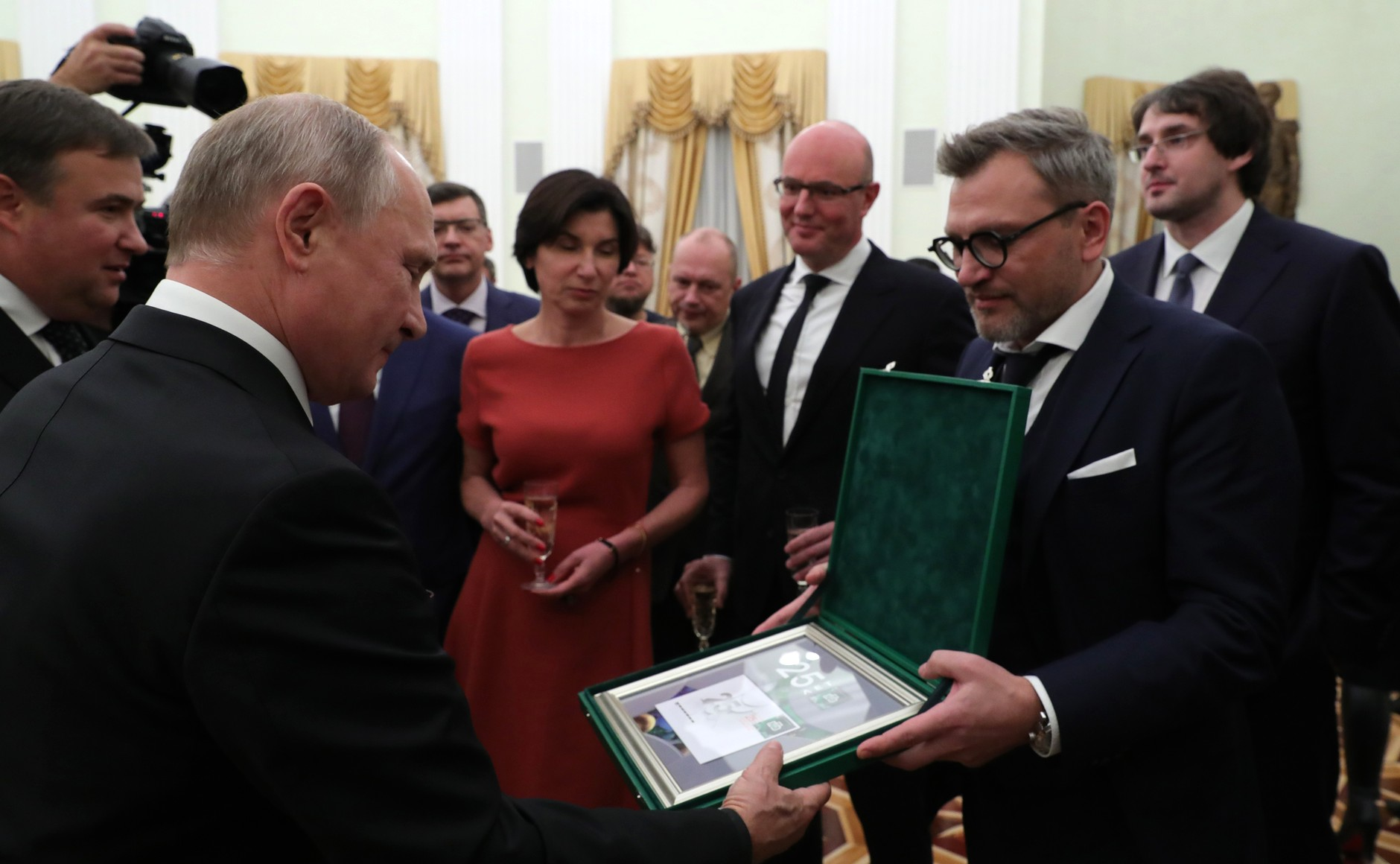
Во время встречи с Президентом России Владимиром Путиным, 12 октября 2018 года

С сентября 2004 года — автор и ведущий репортажей в программе «Профессия — репортёр» на НТВ — вместе с Андреем Лошаком, Александром Зиненко и Ильёй Зиминым. Отдельного внимания заслуживают такие работы Такменёва из этого цикла, как «Электрошок» (май 2005 года, об аварии в московских энергосетях), «Чёрное сентября» (сентябрь 2005 года, о террористическом акте в Беслане), а также фильм о семьях погибших в марте 2007 года шахтёров с «Ульяновской». Поддерживал дружеские отношения с Ильёй Зиминым, в паре с ним сделал два документальных фильма: первый — о Майдане 2004 года, Ющенко и Януковиче, второй, в апреле 2005 года — «Тайная жизнь Папы», о Папе Римском Иоанне Павле II. Автор и ведущий документального фильма, вышедшего спустя несколько дней после смерти первого Президента России Бориса Ельцина — «Борис Ельцин: я ухожу» (апрель 2007 года).
С февраля 2007 года появлялся в программе «Главный герой» (НТВ) в качестве автора рубрики «Большое музыкальное приключение».
С октября 2007 года был автором мини-фильмов о звёздах, предварявших музыкальные номера в программе «Ты — суперстар» на НТВ. В 2011 году — ведущий музыкально-документальной программы «Концертный зал НТВ». Также вёл специальную программу «Прямая линия, или общение с народом Аллы Пугачёвой и Максима Галкина», прошедшую на НТВ 15 апреля 2012 года.
С 29 августа 2010 года по настоящее время — ведущий информационно-аналитической программы «Центральное телевидение» (НТВ).

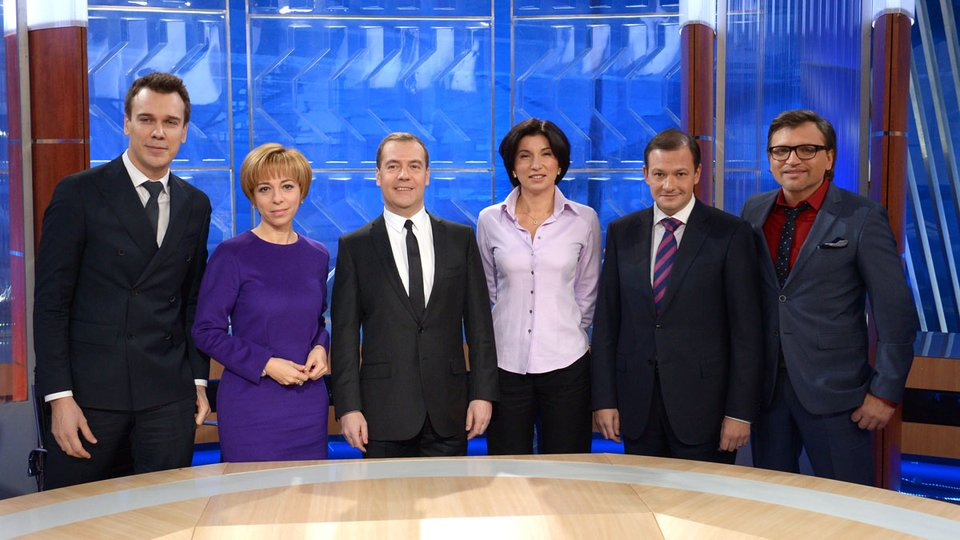
Вадим Такменёв (крайний справа) на ежегодной беседе Дмитрия Медведева с журналистами крупных телеканалов. 6 декабря 2013 года

Брал интервью у Президента России Владимира Путина (работа над которым сформировала отношение Такменёва к этому политику) и премьер-министра Дмитрия Медведева для программы «Центральное телевидение» в октябре 2012 и в мае 2013 года соответственно; был участником традиционного разговора журналистов нескольких центральных телеканалов с Медведевым в декабре 2013 и 2014 годов.
Автор и ведущий документальных фильмов «Новейшая история: Театр имени СССР» (2003), «Жизнь и смерть Жени Белоусова» (2010), «Страна 1520» (2013), «Евразийский транзит» (2014), «Большое путешествие» (2015).
С сентября 2014 по июнь 2018 года являлся автором и руководителем информационной программы НТВ «Анатомия дня», с января 2016 года выходившей под названием «Итоги дня». С сентября по декабрь 2015 года — также автор и продюсер субботнего ток-шоу «50 оттенков. Белова».
С февраля 2017 года — ведущий международного детского вокального конкурса «Ты супер!» (НТВ).
С 23 октября по 13 декабря 2017 года — ведущий ежедневного ток-шоу «Специальный выпуск» (НТВ).
Принимал участие в шоу «Маска» в образе Хамелеона и был разоблачён в первом же выпуске (от 1 марта 2020 года).
С 22 ноября 2020 года — ведущий шоу «Суперстар! Возвращение» (вместе с Лолитой).

## Санкции
15 января 2023 года, на фоне вторжения России на Украину, был внесён в санкционный список Украины как «рупор кремлёвской пропаганды». СНБО отмечает, что он «распространяет кремлёвские пропагандистские нарративы для оправдания действий России». Ранее Такменёв, как российский пропагандист, был внесён ФБК в список коррупционеров и разжигателей войны с предложением введения против него международных санкций.

## Критика
Работа Вадима Такменёва в программах НТВ «Центральное телевидение» и «Специальный выпуск» критиковалась телевизионными обозревателями. Телекритик Ирина Петровская пишет о Вадиме Такменёве следующее:
«Секс под наркозом», «Непорочное зачатие», «Докажи, что не педофил» — вот то самое важное в новостной повестке дня, что теперь обсуждает ежевечерне серьёзный прежде журналист Вадим Такменёв со своими гостями. А вот и обещанное «оперативное экспертное решение»: «Мразь, гнида, педофил, сволочь, аферистка, скотина». Атмосфера добра буквально разлита в студии, как, впрочем, в студиях всех ток-шоу на всех каналах»
Бывший коллега Такменёва по НТВ, ТВ-6 и ТВС Владимир Кара-Мурза-старший отмечал:
«И совершенно деградировала программа «Центральное телевидение». Начиналась хорошо, но полностью исчерпала себя. Такменёв наслаждается собой, рисуется в кадре, а кроме этого, за последнее время о «ЦТ» и вспомнить-то нечего. Звёздный час программы был, когда в ней появилось интервью Путина. Вадик же «двушечку» из ВВП вытянул»
В более позднем интервью «Собеседнику» Кара-Мурза-старший, поддерживая идею кинорежиссёра Александра Сокурова о Гаагском трибунале для российских политических комментаторов за разжигание украинской ситуации, назвал Такменёва в одном ряду с такими ведущими государственных каналов, как Дмитрий Киселёв, Аркадий Мамонтов, Владимир Соловьёв и Андрей Норкин.
Телекритик Александр Мельман («Московский комсомолец») в одной из своих статей отметил, что в шоу «Ты супер!» ведущий раскрылся с неожиданной и новой для зрителей стороны:
«И ведущий Вадим Такменёв здесь просто на высоте. Может, ему вообще больше не надо вести политические программы, а полностью переключиться на детей? Его доброта, и точность, и профессионализм оказались гораздо важнее, чем качества политпропагандиста. Он здесь на месте!»

## Личная жизнь
Вадим Такменёв женат, две дочери.

## Награды
- Знак «Символ Свободы» — за профессиональное мастерство и высокую нравственную ноту журналистской работы. Знак получен за фильм «Профессия — репортёр: милости просим», показанный на НТВ 9 октября 2004 года[73].
- Медаль ордена «За заслуги перед Отечеством» I степени (27 июня 2007) — за большой вклад в развитие отечественного телевидения и многолетнюю плодотворную работу[74][75]
- Лауреат премии «ТЭФИ-2005» в номинации «Репортёр»[76] (за материал о походе в Атлантический океан на авианосце «Адмирал Кузнецов»[77]).
- Лауреат премий «ТЭФИ-2014» и «ТЭФИ-2016» в номинации «Лучший ведущий информационной программы» (как ведущий программы НТВ «Центральное телевидение»)[78][79].
- В январе 2018 года стал лауреатом премии Союза журналистов Москвы как один из создателей телешоу «Ты супер!»[80].
- Премия Правительства Российской Федерации в области средств массовой информации (25 декабря 2023 года) — за успешное решение задач, связанных с увеличением объёмов и показателей телесмотрения, и в связи с 30-летием акционерного общества «Телекомпания НТВ»[81].
- Орден Почёта (3 января 2024 года) — за заслуги в развитии средств массовой информации и многолетнюю добросовестную работу[82].